# Valdemar Langlet
Valdemar Georg Langlet vagy Waldemar Langlet [ejtsd: lan’lé] (Lerbo, 1872. december 17. – Stockholm, 1960. október 16.) svéd író, újságíró, nyelvész, az első eszperantisták egyike. 1932-től a Pázmány Péter Tudományegyetem svéd nyelvi lektora, 1944-ben a Svédországi Vöröskereszt budapesti főmegbízottja, az embermentő akciók egyik irányítója. Az 1944. március és december vége közötti ez irányú tevékenysége a leghosszabb ideig tartott és a legeredményesebb volt: feleségével együtt több mint 20 000 embert mentett meg a deportálástól. 1965 óta a Világ Igaza.

## Életrajza
Emil Langlet építész és Mathilda Langlet írónő legkisebb fiaként született a család spetebyhalli birtokán (Lerbo). Édesanyja gyermek- és ifjúsági könyveket írt; egyik alapítója volt az Idun című kulturális női folyóiratnak. Apja tervezte többek között az oslói parlament, a Storting épületét, számos svédországi templomot, és részt vett az uppsalai dóm renoválásában is. Testvérei: Filip, Abraham és Alexander.
Valdemar Langlet általános iskolai tanulmányait Stockholmban végezte, majd 1886 és1890 között az uppsalai gimnázium tanulója volt. Ezt követően, 1890-től 1894-ig humán tárgyakat hallgatott az Uppsalai Egyetemen, s 1894-ben bölcsész diplomát szerzett. 1898 és 1905 között a Stockholm Dagblad konzervatív napilap munkatársa volt, majd 1905-ben és 1906-ban svájci és osztrák egyetemeken, valamint a Heidelbergi Egyetemen folytatott tanulmányokat.
Nyelvzseni volt. Megbízható források szerint élete során 11 nyelvet sajátított el. Nagyon korán elkötelezte magát az eszperantó nyelv mellett. 19 évesen lett elnöke az újonnan alakult Uppsalai Eszperantó Klubnak, amely Svédországban az első, a világon a második volt. 1895-ben egy társával megalapította, Lingvo Internacia címmel, a világ első eszperantó nyelvű folyóiratát és 1897-ig a két szerkesztő egyike volt. Ő lett az elnöke az 1906-ban megalakult Svéd Eszperantó Szövetségnek, mely tisztséget 1909 húsvétjáig, az ido nyelvvel való végleges szakításig tartott meg. Mindent megtett az eszperantó propagálása érdekében. 1895-ben leveleihez olyan borítékot nyomtattatott, melynek első oldalára nagybetűkkel ráíratta: „Lingvo internacia Esperanto”, a hátoldalára pedig svéd nyelvű szöveget az eszperantó lényegéről, valamint a feladó és az uppsalai eszperantó klub címét.
Kétszer házasodott, 1899-ben vette el a Turkuból származó finn eszperantistát, Signe Blomberget (1876–1921), majd annak halála után, 1925-ben az orosz származású Nyina Nyikolajevna Borovkót (1896–1988). Első házasságából két fia született: Emil és Lars.

## Az utazó újságíró
Valdemar Langlet úti beszámolói révén vált igazán ismertté, miután több kelet-európai és kis-ázsiai körutat tett. Nyelvtehetségének köszönhetően gyorsan megtanult oroszul. Első oroszországi útjáról 1895-ben a Lingvo Internacia-ban is beszámolt. A második útján szerzett élményeit, melynek során meglátogatta Lev Tolsztojt is Jasznaja Poljanában, Lóháton Oroszországon át című könyvében tette közzé, 1898-ban. A könyvet testvére, a festőművész Alexander Langlet illusztrálta. Ezt több utazás követte még; így – miután 1899-ben összeházasodott első feleségével – nászútjukon, Szibérián át Szamarkandig jutottak. Az útra elkísérte őket Alexander is.
Langlet 1907 és 1909 között a svéd Touring Club alkalmazottja lett, ahol számos könyve jelent meg. Közben írogatott a Svenska Dagbladet című napilapba, amelynek 1909-ben a vezércikkért felelős főszerkesztője lett.
Második oroszországi utazása során – Zamenhof segítségével – összeismerkedett egy fiatal odesszai eszperantista házaspárral, akik segítettek neki a környék megismerésében. Az asszony éppen várandós volt. 29 évvel később, amikor a jobboldali svéd újságírók közül Langlet elsőként utazhatott be a Szovjetunióba, ez az addigra már felnőtté cseperedett leánygyermek, Nina, az ő segítségével jutott ki Svédországba, zenei tanulmányainak folytatására, majd lett az akkor már 53 éves Langlet második felesége.

## Magyarország barátja
Valdemar Langlet több kirándulást tett Magyarországon. Első alkalommal 1895-ben csak átutazott Budapesten, de a következő évben, a millenniumi ünnepségek alatt hosszabb időt töltött itt. 1902-ben ismét visszatért; az akkor megalakult Magyar Eszperantisták Egyletét látogatta meg, majd a Hortobágyon tett egy lovaskirándulást. Másodszor 1931-ben jött Magyarországra, hogy lovastúra keretében keresztül-kasul beutazza az országot. Élménybeszámolója Lóháton Magyarországon címmel jelent meg előbb svéd, majd angol nyelven. Itt-tartózkodása alatt megszerette hazánkat, akkortájt lényegében azonosult azzal az irredenta érzelmi megközelítéssel, amelyet a trianoni békeszerződést követően a magyar kormányzati propaganda sugallt a revíziós törekvések egyik vezéreszméjeként. Ennek hangot adott hazánkról írott könyvében, de egy magyar újságcikkben is.
Egy rövid dubrovniki tartózkodás után, feleségével együtt 1932-ben Budapestre költözött, és le is telepedett. Először az Eötvös Collegiumban, később a Pázmány Péter Tudományegyetem bölcsészkarán tanított svéd nyelvet, s lett az egyetem nyelvi lektora, felesége pedig zongoraleckéket adott. Kiváló magyar nyelvtudásra tettek szert. Részben aktív társadalmi életük, részben eszperantista ismerőseik révén kiterjedt kapcsolati körrel rendelkeztek. Mindez hozzájárult, hogy egyre több ismeretet szerezzen hazánk lakosságáról, politikai rendszeréről, társadalmi, gazdasági viszonyairól, művészeti életéről. Bejáratos lett a magyar „felsőbb körökbe”.
Langlet több magyar irodalmi alkotást fordított svéd nyelvre: Déry Tibor, Márai Sándor, Móra Ferenc, Vaszary Gábor, Zilahy Lajos és mások műveit.
Idővel a budapesti svéd konzulátus munkatársa lett, majd 1938-ban, miután régóta szervezett svéd kulturális esteket és összefogta a Magyarországon élő skandinávokat, a Svéd Királyság akkor felállított követség fizetés nélküli kulturális attaséjának nevezték ki.

## Embermentő munkája

### A német megszállástól a nyilas hatalomátvételig
Az 1930-as években megmutatkozott jószívűsége, az elesettek, bajbajutottak megsegítésére való elhivatottsága. Gyakran segített ki anyagi gondba került diákokat, vagy támogatásra szoruló turistákat. Már 1931-ben felfigyelt az antiszemitizmus egyre nyilvánvalóbb jelenlétére, melyet mélyen elítélt. A demokrata érzelmű Langletnak sokszor kellett védelmet nyújtania zsidó származású tanítványainak a keresztény diákok túlkapásai ellen.
1944. március 19-én, Magyarország német megszállása és a háborús politikát ellenezők tömeges letartóztatása megkezdésének napján Langleték ismerősi köréből sokan voltak kénytelenek elhagyni otthonukat. Április elejére Lónyai utca 3. szám alatti lakásuk már annyira megtelt menekülőkkel, hogy ők maguk is ismerősöknél voltak kénytelenek meghúzni magukat. Kiterjedt zsidó, illetve keresztény származású ismerősi köre jó hátteret biztosított ahhoz, hogy a már 72 éves Langlet saját szakállára kiterjedt embermentő humanitárius mozgalmat indítson el.
Mivel családja és ő maga is közel álltak a svéd királyi családhoz, sikerült elérnie, hogy 1944 májusában Károly svéd királyi herceg, aki a Svédországi Vöröskereszt elnöke volt, kinevezze őt a szervezet magyarországi főmegbízottjának. A cím valójában semmire sem jogosította fel, azonban határozott fellépése, jó magyar és német nyelvtudása, széles körű ismeretsége és kiváló kapcsolatainak köszönhetően kellő mozgásteret és elfogadható hatékonyságot biztosított számára. Ő találta ki a Svéd Vöröskereszt és a svéd követség által „védett házak” intézményét. Lakásokat, házakat kutattak fel és béreltek a menekültek részére, vagy vettek át kezelésre otthonaikat elhagyó családoktól. E „védett” státusznak sem volt ugyan nemzetközi jogi alapja, de a magyar hatóságok többnyire respektálták. A segélyakció keretében a legfontosabb ténykedése az volt, hogy oltalomleveleket (Schutzbrief) állított ki a „svéd állampolgárságra váró” személyeknek. A magyar és német nyelvű fényképes dokumentumok igazolták, hogy az illető személyekhez svéd érdekek fűződnek, s felhívták a hatóságok figyelmét, hogy nevezettek a Svéd Vöröskereszt oltalma alatt állnak. Ennek az igazolványnak ugyancsak nem volt nemzetközi jogi értéke, de kapcsolatain keresztül Langlet elérte, hogy a csendőrök és a német járőrök elfogadják. Eleinte naponta csak egy-két dokumentumot állítottak ki, de ahogy terjedt a híre, az igény tömegessé vált. Langlet eredetileg négyszáz oltalomlevél kiadásáról állapodott meg a hatóságokkal, valójában azonban annak tízszeresét állította ki, sőt az egyszerű papírra nyomtatott iratból számtalan hamisítvány is készült. Az oltalomlevél birtokosaiknak több esélye volt arra, hogy ne bántalmazzák, ne fogják el, s ne deportálják őket. Előfordult, hogy Langlet menetszázadokból emelt ki embereket, s az is, hogy egy egész munkaszolgálatos századnak osztott ki oltalomleveleket.
Langlet hálózata kizárólag önkéntesekből állt, s rövid idő alatt akkorára nőtt, hogy békeidőben is nagy civil szerveződésnek számított volna. Az önkéntesek 16 részlegben dolgoztak, 12 autóval, köztük 2 teherautóval rendelkeztek, volt szerelőműhelyük, sőt benzinkútjuk is. Az embermentő munkába be tudott vonni két szerzetesi és hét apácakolostort, ahova főleg gyermekeket és csecsemőket rejtett el anyákkal együtt. Az Apostoli Nunciatúrával közösen oltalmazták a Slachta Margit által vezetett Szociális Testvérek Társaságát, valamint a Szent Szív Társaság (Sacré-Cœur) kolostorát, ahol december végén néhány napra Langleték is rejtőzködtek a nyilasok elől. Vidéki vöröskeresztes „fiókok” létrehozásával is próbálkozott: Ludason, s különösen Pécsett ért el sikereket, ahol a szervezetnek kórháza, véradó intézete, gyermekotthona és népkonyhája is volt, azonban a vidéki zsidóság gyors deportálása ezt a vállalkozást hamar ellehetetlenítette. Újpesten ugyancsak több száz gyermeket ellátó ingyenkonyhát üzemeltetett.
Feleségével, Ninával együtt óriási munkabírással és találékonysággal dolgoztak. Munkájukat önállóan, irányítás nélkül végezték: a Svéd Vöröskeresztnél nem nagyon ismerték tevékenységük részleteit, arról inkább csak a jelentéseiből utólag és hiányosan értesültek; Carl Ivan Danielsson svéd követ pedig inkább csak eltűrte, mint támogatta ténykedésüket, noha eredményeiket kényszeredetten elismerte. Valójában még feltárásra vár, miért nehezítették meg Langleték munkáját az akkor még kormányhivatalként tevékenykedő Svéd Vöröskereszt, a németbarát svéd bürokrácia és a követ egyes intézkedései. A követségen Per Anger titkár támogatta maradéktalanul munkájukat, már amennyire azt a követ ellenében tehette.
A budapesti Zsidó Tanács június második felében Langletnak is átadta az Auschwitz-jegyzőkönyvet, amit ő azonnal svédre fordított, hogy felterjessze közvetlenül a királynak. A követ azonban, azzal, hogy a jegyzőkönyv hitelessége kérdéses, nem továbbította, ezért Langlet a követségi titkár segítségével, kerülő úton küldte azt haza. A késedelem miatt pár nappal később ugyan, de XII. Piusz pápához és Roosevelt amerikai elnökhöz hasonlóan, V. Gusztáv svéd király is tiltakozó levelet írt Horthy Miklós kormányzónak. A levelet személyesen kézbesítő követségi titkárt elkísérte az audienciára Valdemar Langlet is, hogy részletes szóbeli kiegészítést tegyen. Személye és az általa elmondottak mély benyomással voltak Horthyra.
A növekvő nemzetközi nyomás és az időközben megváltozott európai hadszíntéri helyzet hatására Horthy kormányzó 1944. július elején végre elszánta magát a zsidó deportálások leállítására és ezzel párhuzamosan szuverenitásának visszaszerzésére. 6-án megtiltotta, és fegyveresen megakadályozta a további transzportok indítását.
A nagyszámú vöröskeresztes oltalomlevél kibocsátásával a helyzet kezdett ellenőrizhetetlenné válni. A követségen attól féltek, hogy a Langlet által kiállított ál- és hivatalos dokumentumok mennyisége eléri azt a kritikus mennyiséget, amikor már egyszerűen hiteltelenné válnak. Langlet azt javasolta, hogy a helyzet kezelésére a Svéd Vöröskereszt diplomáciai tapasztalatokkal is rendelkező, nagy tekintélyű vezetője, gróf Folke Bernadotte (1895-1948) utazzon Budapestre, de a svéd külügyminisztérium – más megfontolások alapján – végül a diplomáciai és humanitárius munkában tapasztalatlan, magyarul nem beszélő, de a svéd nagytőke és az amerikaiak támogatását élvező Raoul Wallenberg mellett döntött. Megérkezése után Langlet részletesen tájékoztatta Wallenberget, aki azonnal elfogadta javaslatait, és újfajta, immár hivatalos állami dokumentumokat, elvileg „svédországi beutazásra” is feljogosító, úgynevezett védőútleveleket kezdett kiosztani. Mindeközben Langlet, akinek sikerült kijárnia, hogy az ő korábban kiadott oltalomlevelei továbbra is érvényesek maradjanak, Wallenbergtől függetlenül dolgozott tovább és folytatta a vöröskeresztes oltalomlevelek kibocsátását.

### A nyilas hatalomátvétel után
Az október 16-ai nyilas hatalomátvétel után Langlet elérte Szálasi külügyminiszterénél, hogy a Svéd Vöröskereszt kirendeltségét a követségtől független, önálló diplomáciai képviseletnek ismerjék el. Tovább üzemeltették az oltalomlevél-gyárat, folyamatosan nőtt a feltűnő jelzésekkel ellátott „védett” házak és lakások száma. A fokozódó veszély miatt lakásukat már csak rendkívüli esetben vették igénybe, így egy ideig nála húzódott meg Ujszászy István vezérőrnagy, az Államvédelmi Központ vezetője is.
Amikor már a diplomáciai védettség egyre kevesebbet ért, s a nyilasok a követségről is hurcoltak el embereket, a svéd kormány beszüntette a külképviselet és a Vöröskereszt tevékenységét. Az addig kiépített embermentő hálózatot és annak infrastruktúráját Valdemar Langlet áthelyezte az általa még a nyáron megszervezett Svéd-Magyar Társaság irányítása alá, azonban ekkorra már valójában nem sokat tudott tenni, sőt az utolsó hetekben, mivel elfogatóparancsot adtak ki ellene, neki is bujdosnia kellett.

### Budapest ostroma után
Budapest ostromának befejezése után a szovjet hatóságok felszámolták a budapesti svéd diplomáciai képviseletet, tagjait március végén Bukaresten és Moszkván keresztül utaztatták vissza Svédországba. Noha a külügyminisztérium és a Vöröskereszt is hazatérésre szólította fel, Valdemar és Nina Langlet úgy döntött, maradnak és folytatják humanitárius tevékenységüket, továbbra is szervezik az élelmiszer- és gyógyszer-szállítmányok elosztását. Langlet orosz segítséggel elutazott Debrecenbe, ahol az Ideiglenes Nemzeti Kormánnyal tárgyalt. Sikerült elérnie, hogy szervezete folytathassa a munkát, sőt, a külföldi segélyeket is hozzá irányítsák, s ő szervezze meg azok szétosztását. Egészségi állapota azonban a túlfeszített munka, az éhezés és a hideg következtében 1945 májusára annyira megrendült, hogy képtelen volt folytatni a megerőltető munkát. Úgy döntött, hazatér. A házaspár 1945. május 26-án hagyta el Budapestet. A háborús állapotok miatt rövid isztambuli kitérővel, 14 évi külföldi, nagyrészt magyarországi tartózkodás után, mindenükből kifosztva, 1945. szeptember 2-án hajóval érkeztek a göteborgi kikötőbe.

## Hazatérését követő évei
Hazatérésüket követően – V. Gusztáv hathatós anyagi támogatásával – Langleték segélybizottságot hoztak létre, és adományokat kezdtek gyűjteni Stockholmban és Lerbóban a Magyarországra küldendő segélyhez.
Odahaza azonban sem a Vöröskereszt, sem a német-szimpatizánsokkal tovább dolgozó külügyminisztérium nem méltányolta érdemeiket. A túlzottan büszke Langlet nem kilincselt, nem kért segítséget. Mivel Magyarországon minden vagyonuk megsemmisült, vagy eltűnt, Svédországban pedig nem maradt semmijük, a nincstelen házaspárt a külföldön élő svédek szövetsége ruházta fel. Előbb a lerbói plébánián, majd egy nehezen fűthető vidéki nyári lakban húzhatták meg magukat évekig. Mindezek ellenére Valdemar szorgalmasan dolgozott, írt. Jellemző, hogy a Munka és élet Budapesten című könyvéből származó bevételeit a magyar segélyakciónak utalta át. Ninának Louise trónörökösné szerzett munkát: zongoraórákat adott. Később Valdemar némi kárpótlást is kapott Budapesten elvesztett vagyonáért. 1955-től Stockholmban laktak.

## Elismerései
Erkölcsi elismerése viszont késett. Amikor már mintegy hetven ember kapott kitüntetést Stockholmban a „Magyarországon végzett svéd humanitárius segítségéért”, a mélyen felháborító igazságtalanság ellensúlyozására Tildy Zoltán miniszterelnök „Magyar Köztársasági Érdemérmet” adományozott Langletnak. 1946. január 2-án Nina és Valdemar is megkapta ugyan a vöröskeresztes érdemérem ezüst fokozatát, de ezt sem a szervezet kezdeményezésére, hanem úgy, hogy Károly svéd királyi herceg, a Svéd Vöröskereszt elnöke személyesen vetette fel őket a kitüntetettek listájára.
1948-ban felmerült Raoul Wallenberg Nobel-békedíjra jelölésének gondolata, majd ehhez kapcsolódva 1949-ben az a javaslat is, hogy a díjat Langlet és Wallenberg megosztva kapja. A Wallenberg-lobbi azonban hallani sem akart a megosztásról, inkább visszatáncolt a javaslattól. Pedig e javaslatot az Eszperantó Világszövetség (Universala Esperanto-Asocio) is támogatni tudta volna.
1949. június 4-én végül hivatalos svéd elismerésben részesült: megkapta a Királyi Sarkcsillag-rend (Nordstjärneorden) lovagi fokozatát.
Öt évvel halála után, 1965-ben Izrael Állam a Világ Igaza kitüntetésben részesítette, és fát ültettek emlékére a Jad Vasem kertjében. Az ünnepségen jelen volt özvegye is.

## Magyarországi emlékezete

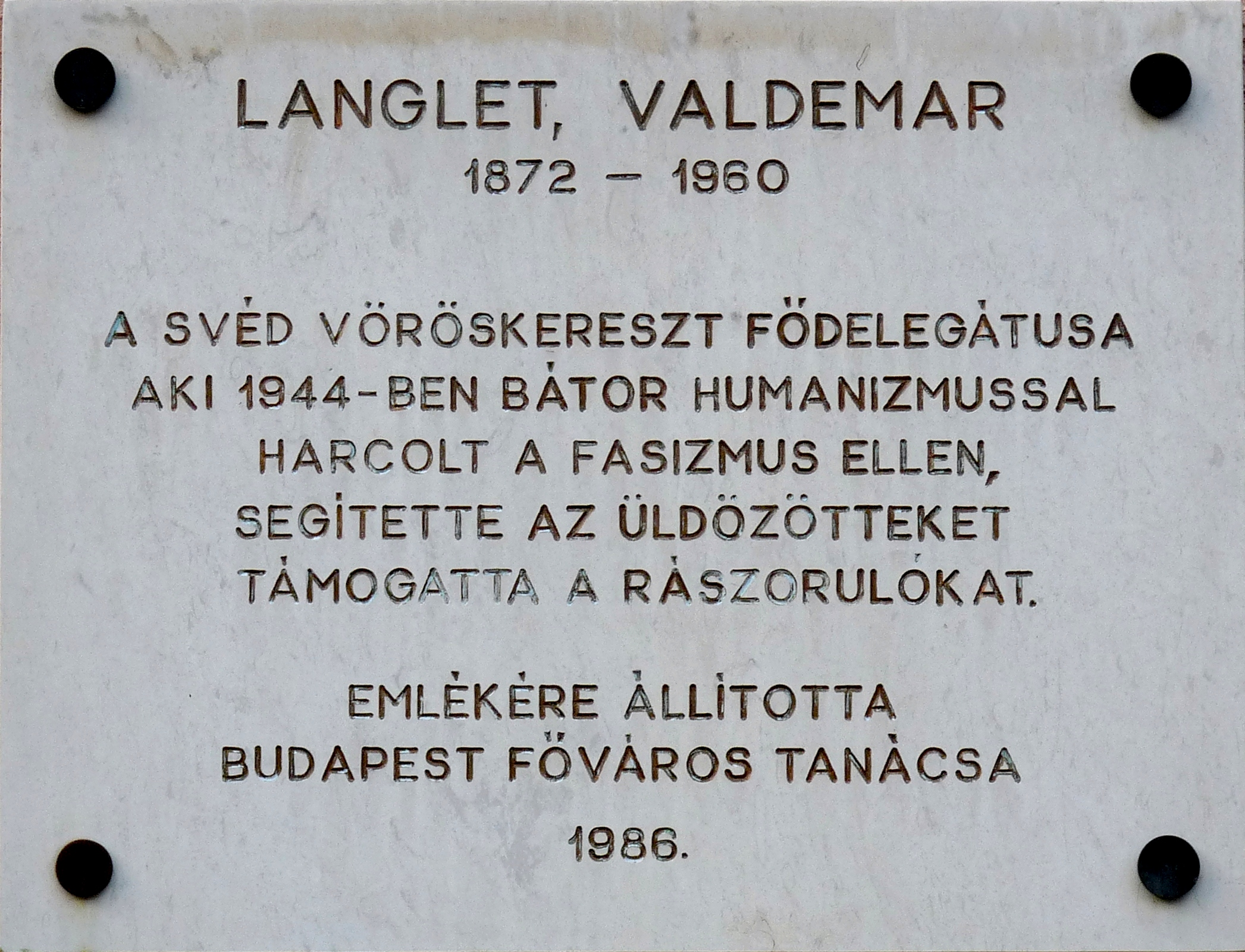
Valdemar Langlet emléktáblája az egykor róla elnevezett iskola falán

Valdemar és Nina Langlet tevékenysége az emberiség önfeláldozó és eszményekhez hű szolgálatának igen szép példája. Budapesti embermentő munkájuk nem csak a legeredményesebb volt, hanem a legtovább is tartott. A Vöröskereszttől vagy a svéd követségtől anyagi támogatásban nem részesülő, csupán adományokból és Langlet saját vagyonának feléléséből finanszírozott csoport 1944 márciusától december végéig összesen mintegy 20-25 ezer embert mentett meg, nem csak zsidókat, hanem faji, vallási megkülönböztetés nélkül, minden üldözöttet. Ennek ellenére sokkal kevésbé ismert, mint honfitársa, a szovjetek által elhurcolt Raoul Wallenberg.
- 1948-ban az újpesti Toldy utca kapta meg nevét, Lánglet Waldemár névalakban.
- 1948-ban a Lánglet Waldemár utcai általános iskola vette fel nevét és viselte azt 2008-ig, a Bródy Imre Gimnáziummal történt összevonásáig (Budapest, IV. ker. Lánglet Waldemár utca 3.).
- 1986-ban emléktáblát helyeztek el a Langlet Waldemár Általános Iskola falán.
- 2010 nyarán a budai alsó rakpart Szabadság híd és Petőfi híd közötti szakaszát Valdemar és Nina Langlet rakpart nevet kapta[21] a Magyar Eszperantó Szövetség javaslatára.

## Művei
- Till häst genom Ungern; Wahlström & Widstrand, Stockholm, 1934
- On horseback through Hungary; angolra ford. Barnard Balogh [Balogh Barna]; röv. kiad.; Hutchinson, London, 1935
- Verk och dagar i Budapest; Wahlström och Widstrand, Stockholm, 1946

## Fordítás
- Ez a szócikk részben vagy egészben a Valdemar Langlet című svéd Wikipédia-szócikk ezen változatának fordításán alapul.  Az eredeti cikk szerkesztőit annak laptörténete sorolja fel. Ez a jelzés csupán a megfogalmazás eredetét és a szerzői jogokat jelzi, nem szolgál a cikkben szereplő információk forrásmegjelöléseként.